# Ivan Turina
Ivan Turina (Zagreb, 3. oktobar 1980 — Stokholm, 2. maj 2013) bio je hrvatski fudbalski golman.

## Klupska karijera
Prijašnji klubovi: NK Dubrava, NK Kroacija Sesvete, NK Dinamo Zagreb, NK Kamen Ingrad, NK Osijek, FK Škoda Ksanti, FK Leh Poznanj i FK AIK.

### Karijera u Dinamu
Započeo u Dinamovoj omladinskoj školi da bi početkom 2002. bio posuđen Kamen Ingradu. Bio je član svih mladih selekcija Hrvatske, od pionirske do mlade.

## Reprezentativna karijera
Imao je nastupe za Hrvatsku fudbalsku reprezentaciju u dobnim uzrastima: do 17, do 19 i do 20. Svoj jedini međunarodni nastup za Hrvatsku A fudbalsku reprezentaciju ostvario je 1. februara 2006. godine u prijateljskom susretu protiv Hong Konga na Karlsberg kupu 2006, gde je Hrvatska pobedila sa 4:0.

## Smrt
2. maja 2013. godine, Ivan Turina umro je u snu u svom stanu u Stokholmu, u Švedskoj.

## Spoljašnje veze
- Posljednji Ivanov intervju: U Stokholmu su me toliko zavoljeli